# Olof Nordquist
Olof Nordquist, född 24 november 1890 i Sköns socken, död 1 juli 1941 i Shanghai, var en svensk militär och kinesisk ämbetsman.
Olof Nordquist var son till sågverkschefen Alfred Nordquist. Han blev underlöjtnant vid Boden-Karlsborgs artilleriregemente 1910, löjtnant 1913, genomgick Artilleri- och ingenjörhögskolan 1912–1913 och erhöll avsked från regementet 1915. Samma år trädde han i kinesisk statstjänst och tjänstgjorde vid det kinesiska postverket i flera av Kinas städer. Han blev 1924 byråchef i kinesiska generalpoststyrelsen och var 1925–1927 svensk ledamot av den internationella kommissionen för bekämpande av missväxt och hungersnöd i Kina. Nordquist var hedersledamot av det kinesiska Röda korset och ledamot av Royal Asiatic Society. Han var under en följd av år korrespondent för Dagens Nyheter i Kina.